# Thomas Brüggemann
Thomas Brüggemann (* 1. Mai 1957; † 11. Februar 2004) war ein deutscher Psychologe und Wegbereiter der schwulen Bürgerrechtsbewegung der Bundesrepublik Deutschland.

## Leben
Thomas Brüggemann wuchs in München auf. Nach Abitur und Zivildienst ging er erst nach Osnabrück; zu Beginn der 1980er-Jahre studierte er in West-Berlin Psychologie. Dort engagierte er sich neben seinem Studium federführend im Treffen Berliner Schwulengruppen (TBS), das die Zusammenarbeit West-Berliner Lesben- und Schwulengruppen koordinierte und auch spöttisch Thomas Brüggemann Show (TBS) genannt wurde. Parallel gründete er die Arbeitsgruppe Parlamentarische Initiative (API), welche die Politik und politische Gruppen mit Informationen, Argumentationshilfen und einem Archiv versorgte und zu parlamentarischen Anfragen anregte. Die Initiative strebte die erneute Einrichtung eines Instituts für Sexualwissenschaft in Berlin an und sammelte politische Stellungnahmen zu den Themen Sexualstrafrecht, Razzien, Rosa Listen. Von der Kreuzberger Körtestraße aus initiierte er zahlreiche Projekte mit, von denen mehrere bis heute existieren, darunter – gegen den Widerstand des damaligen Wissenschaftssenators Wilhelm Kewenig – das Schwulenreferat im ASTA der Freien Universität Berlin, die Monatszeitschrift Siegessäule sowie im Zuge der Anti-AIDS-Bewegung zusammen mit weiteren Studenten eine Telefonberatungsstelle (TBS), das heutige Mann-O-Meter. Frühzeitig regte er – entsprechend seinem ausgleichenden Charakter – Gesprächsrunden an, darunter jene in der damaligen Landesimpfanstalt Abteilung Tropenmedizin, welche die Vertreter unterschiedlicher gesellschaftlicher Gruppen aus Wissenschaft, Politik und Kunst an einen Tisch brachten, darunter Ulrich Bienzle, Rosa von Praunheim und Stefan Reiß. Nach Aufenthalten in London, Kopenhagen und Amsterdam war Brüggemann seit 2000 für die Schwulenberatung Berlin als Psychologe und Psychotherapeut tätig, für die er sich schon in den 1980er Jahren engagiert hatte.